# 仏像
- 視覚芸術 > 彫刻 > 仏像
- 宗教文化 > 宗教美術 > 仏教美術 > 仏像
- 仏教 > 仏教文化 > 仏教美術 > 仏像

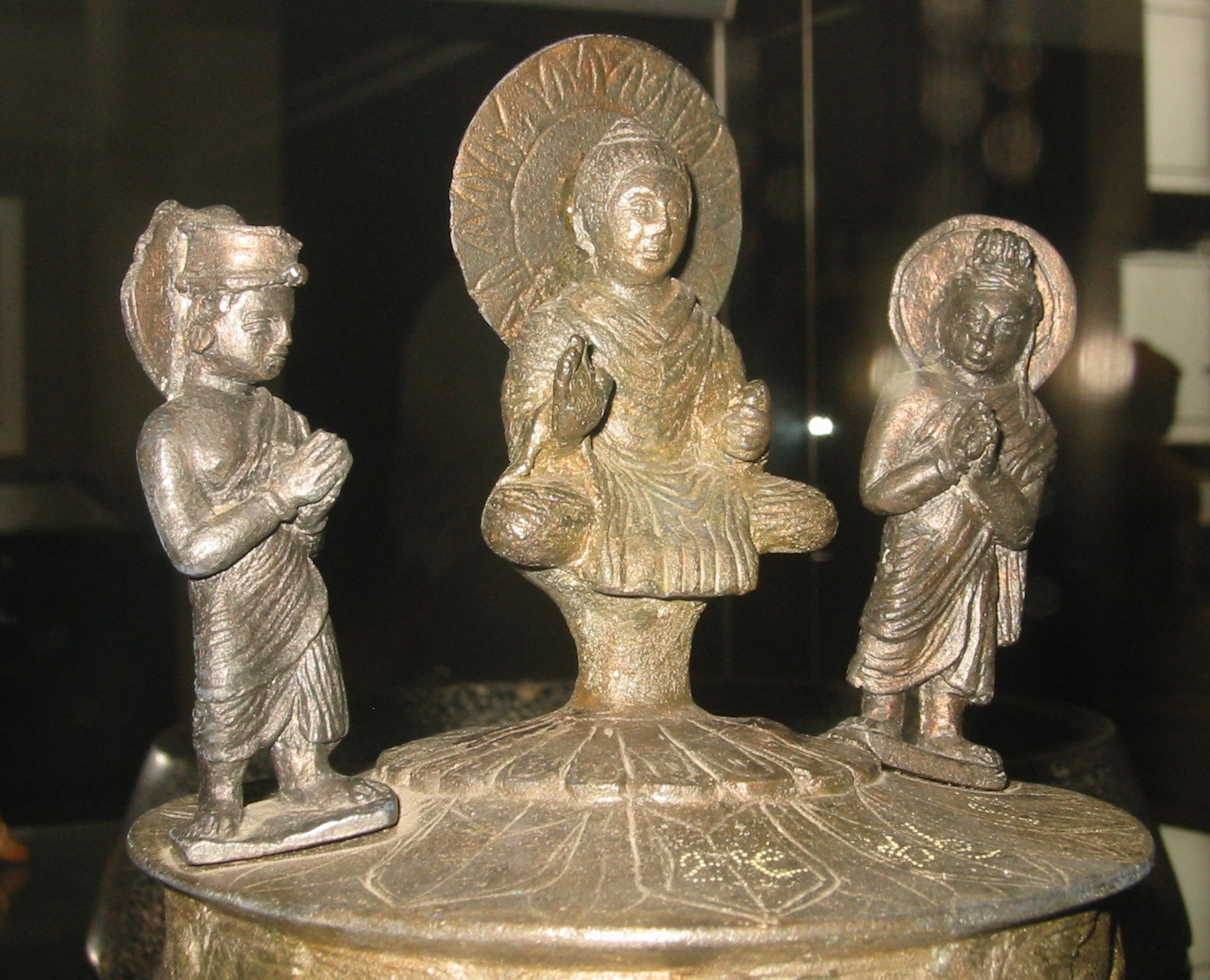
カニシカ王の舎利容器
青銅製銅箔。クシャーナ朝時代のもので、上部が釈迦三尊像になっている。パキスタンはペシャーワル郊外のシャージーキーデリー出土。画像は大英博物館展示のレプリカ。

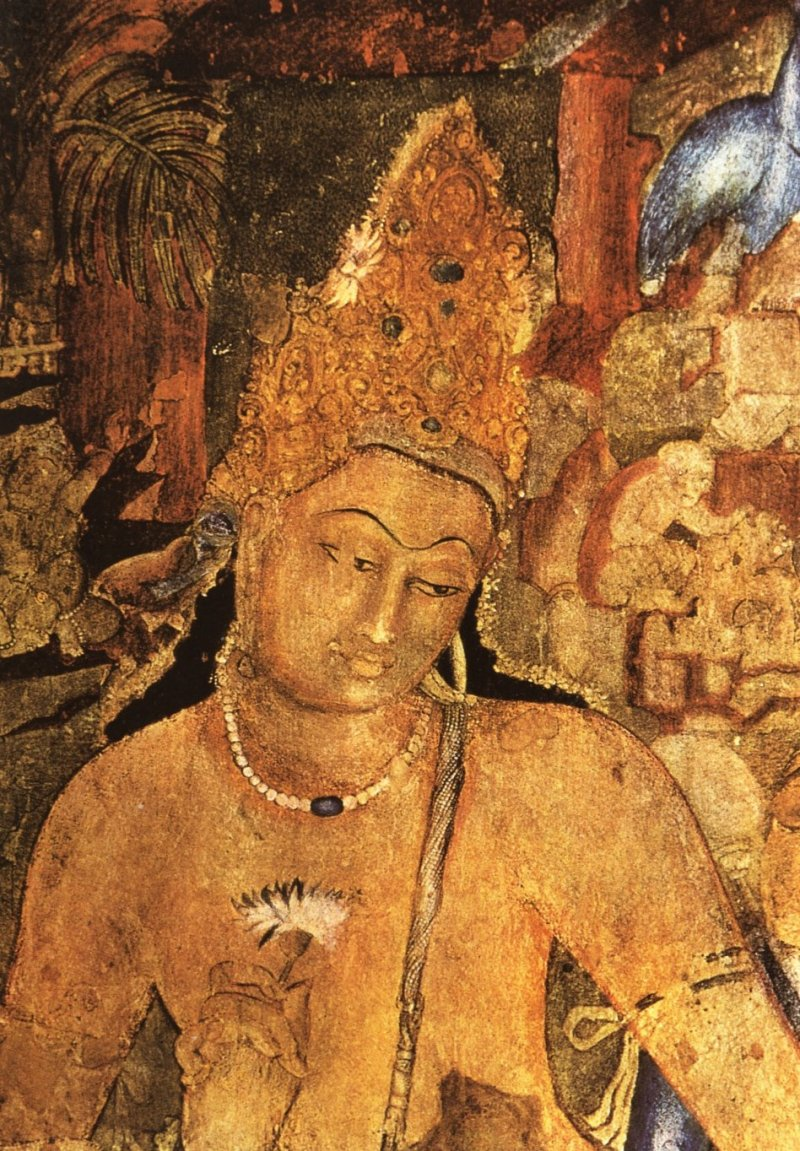
アジャンター石窟群第1窟壁画「聖観音菩薩立像」
ヴァーカータカ朝時代（250–500年）の作。グプタ美術の傑作とされる。インドのマハーラーシュトラ州北部に所在。

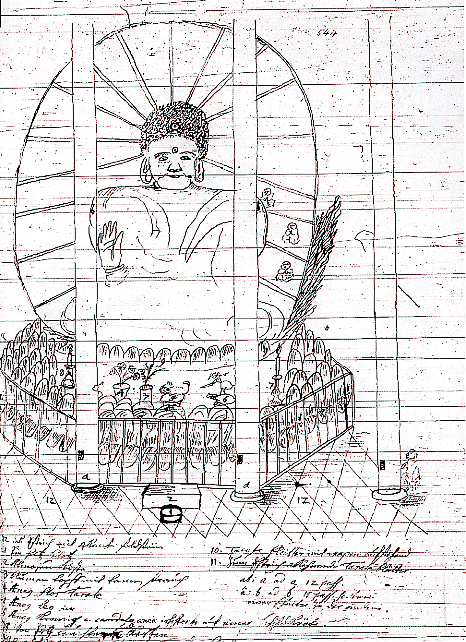
エンゲルベルト・ケンペルによる方広寺大仏(京の大仏)のスケッチ。豊臣秀吉が方広寺大仏を発願し、その後相次ぐ天災のため損壊と再建が繰り返されたが、それらの大仏は文献記録によれば、6丈3尺(約19m)とされ、東大寺大仏の高さ(14.7m)を上回り、大仏としては日本一の高さを誇っていた。

仏像（ぶつぞう）とは、仏教の信仰対象である仏の姿を表現した像。
仏（仏陀、如来）の原義は「目覚めた者」で、「真理に目覚めた者」「悟りを開いた者」の意である。初期仏教において「仏」とは仏教の開祖ガウタマ・シッダールタ（釈迦）を指したが、大乗仏教の発達とともに、弥勒仏、阿弥陀如来などの様々な「仏」の像が造られるようになった。
「仏像」とは、本来は「仏」の像、すなわち、釈迦如来、阿弥陀如来などの如来像を指すが、一般的には菩薩像、天部像、明王像、祖師像などの仏教関連の像全般を総称して「仏像」ともいう。広義には画像、版画なども含まれるが、一般に「仏像」という時は立体的に表された丸彫りの彫像を指すことが多い。彫像の材質は、金属製、石造、木造、塑造、乾漆造、鉄筋コンクリート造など様々である。
仏像を専門にする彫刻家は仏師と呼ばれる。

## 成り立ちと歴史

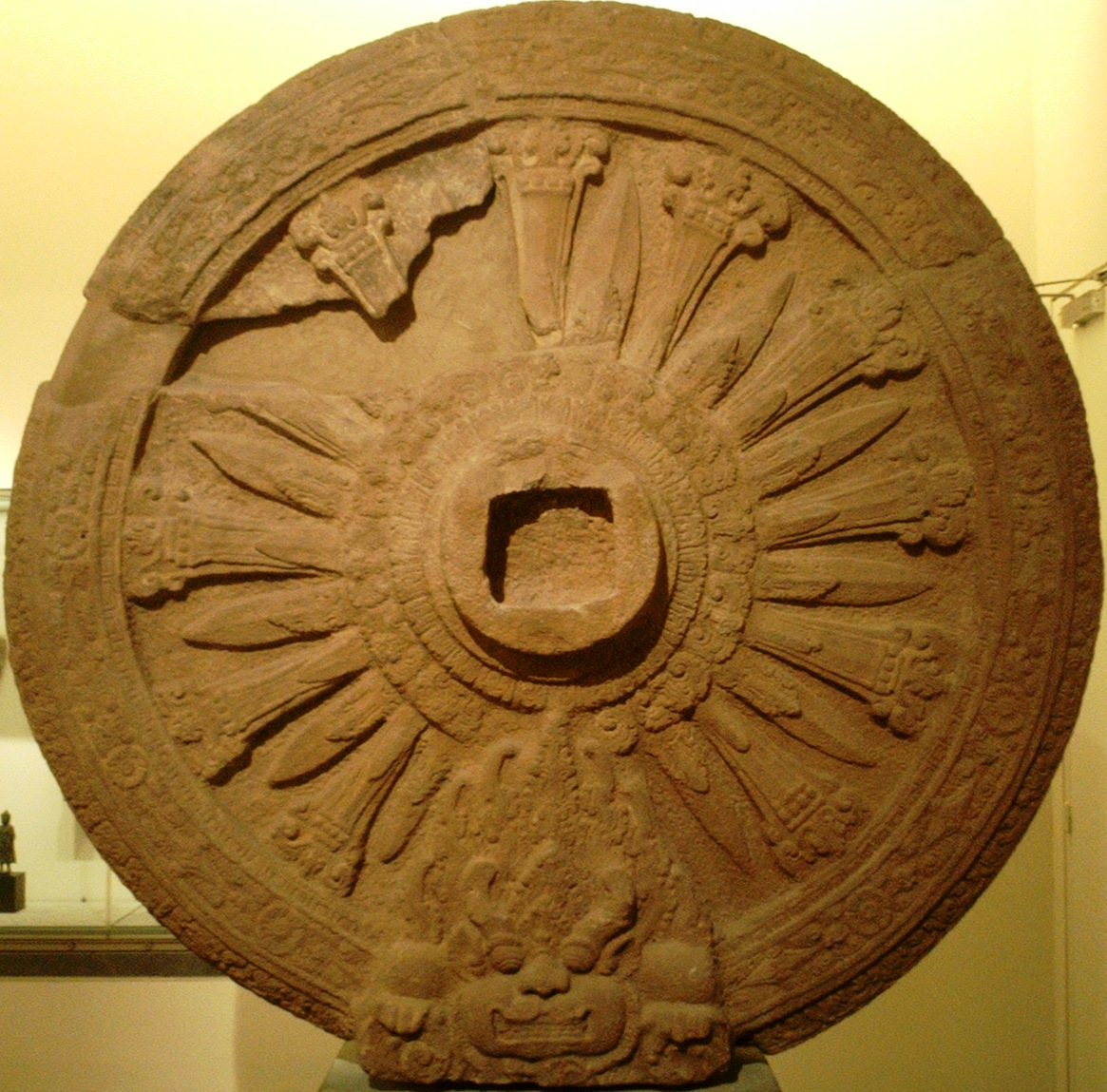
法輪／8世紀、ビルマ。

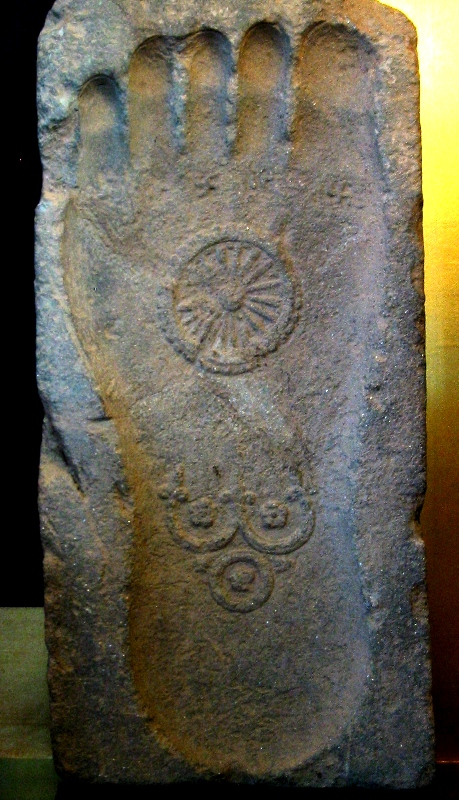
仏足石／1世紀、ガンダーラ。

元々、釈迦が出世した当時のインド社会では、バラモン教が主流で、バラモン教では祭祀を中心とし神像を造らなかったとされる。当時のインドでは仏教以外にも六師外道などの諸教もあったが、どれも尊像を造って祀るという習慣はなかった。したがって原始仏教もこの社会的背景の影響下にあった。
また、原始仏教は宗教的側面もあったが、四諦や十二因縁という自然の摂理を観ずる哲学的側面の方がより強かったという理由も挙げられる。さらに釈迦は「自灯明・法灯明」（自らを依り所とし、法を依り所とせよ）という基本的理念から、釈迦本人は、自身が根本的な信仰対象であるとは考えていなかった。したがって初期仏教においては仏像というものは存在しなかった。
しかし、釈迦が入滅し時代を経ると、仏の教えを伝えるために図画化していくことになる。
仏陀となった偉大な釈迦の姿は、もはや人の手で表現できないと思われていた。そのため人々は釈迦の象徴としてストゥーパ（卒塔婆、釈迦の遺骨を祀ったもの）、法輪（仏の教えが広まる様子を輪で表現したもの））や、仏足石（釈迦の足跡を刻んだ石）、菩提樹、仏舎利など、形がある物を礼拝していた。インドの初期仏教美術には仏伝図（釈迦の生涯を表した浮き彫りなど）は多数あるが、釈迦の姿は表されず、足跡、菩提樹、台座などによってその存在が暗示されるのみであった。

### 仏像の誕生
仏像が造られる以前、釈迦牟尼（しゃかむに）の存在は法輪・菩提樹・仏足石などによって象徴的に表現されていた。
ところが、西北インドのガンダーラ地方と北インドのマトゥラー地方（現在はパキスタン）に仏教が伝わると、仏像が盛んに造られるようになったことから、この2つの地域に仏像の起源は求められている。ガンダーラとマトゥラーのいずれにおいて仏像が先に造られたかについては、長年論争があり、決着を見ていない。

#### ガンダーラ

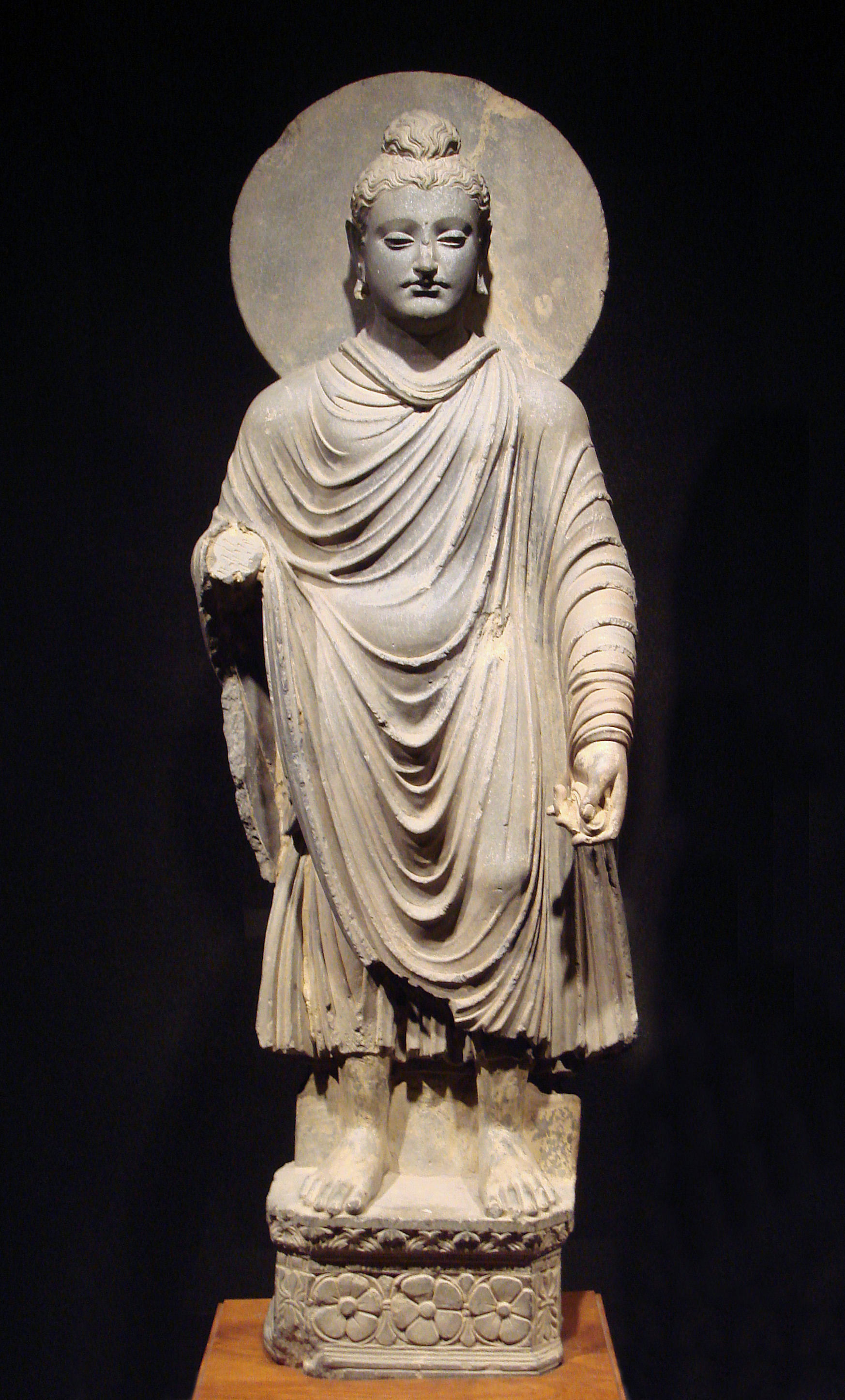
白毫と丸い光背を付けているガンダーラの仏立像／1-2世紀。東京国立博物館蔵。

ガンダーラでは、インド文化を基盤にヘレニズム文化の影響を受けて、ギリシャ的な風貌を持つ仏像が造られた。次第に釈迦の修行時代を示す王冠菩薩や、弥勒（みろく）菩薩を示す束髪（そくはつ）菩薩などの菩薩像が生まれ、さまざまな仏像が出現するようになる。
ガンダーラの仏像の特徴は額・眉間に白毫（びゃくごう）があり、背後に丸い円盤のような光背を付けているなどが挙げられる。
また、ガンダーラでは仏塔の周囲に仏像を安置する仏龕（ぶつがん）が作られるようになるが、時代の経過と中央アジアに仏教が伝わるにつれて、仏塔と仏像を祀る祠堂（しどう）が誕生する。そうしてついには、仏像崇拝が仏塔崇拝よりも興隆するのである。
ガンダーラの仏教美術は、仏塔や石窟寺院とともに、ガンダーラから中央アジアを経由して東アジアへ伝えられた。
ガンダーラ仏教美術の時代背景
紀元前330年頃にアレクサンドロス3世（大王）の遠征軍がペルシャを越え北インドまで制圧し、ギリシャ文化を持ち込んだ。その後も紀元前2世紀にはグレコ・バクトリア王国のギリシャ人の支配を受けるなど、西方文化の流入は続いた。つまりガンダーラの仏教美術とは、ギリシャ美術、ペルシャ文化に仏教が融合した結果であった。
元々仏陀像は釈迦の像に限られていたが、仏教の展開に応じて、色々な像が生まれ、光背はペルシャ文化の影響と見られ、仏教はギリシャ文化の影響からか、偶像崇拝的性格を持つようになった。ガンダーラにおいても銘文から弥勒菩薩、阿弥陀如来、観音菩薩などであることが明らかな作例が確認されている。

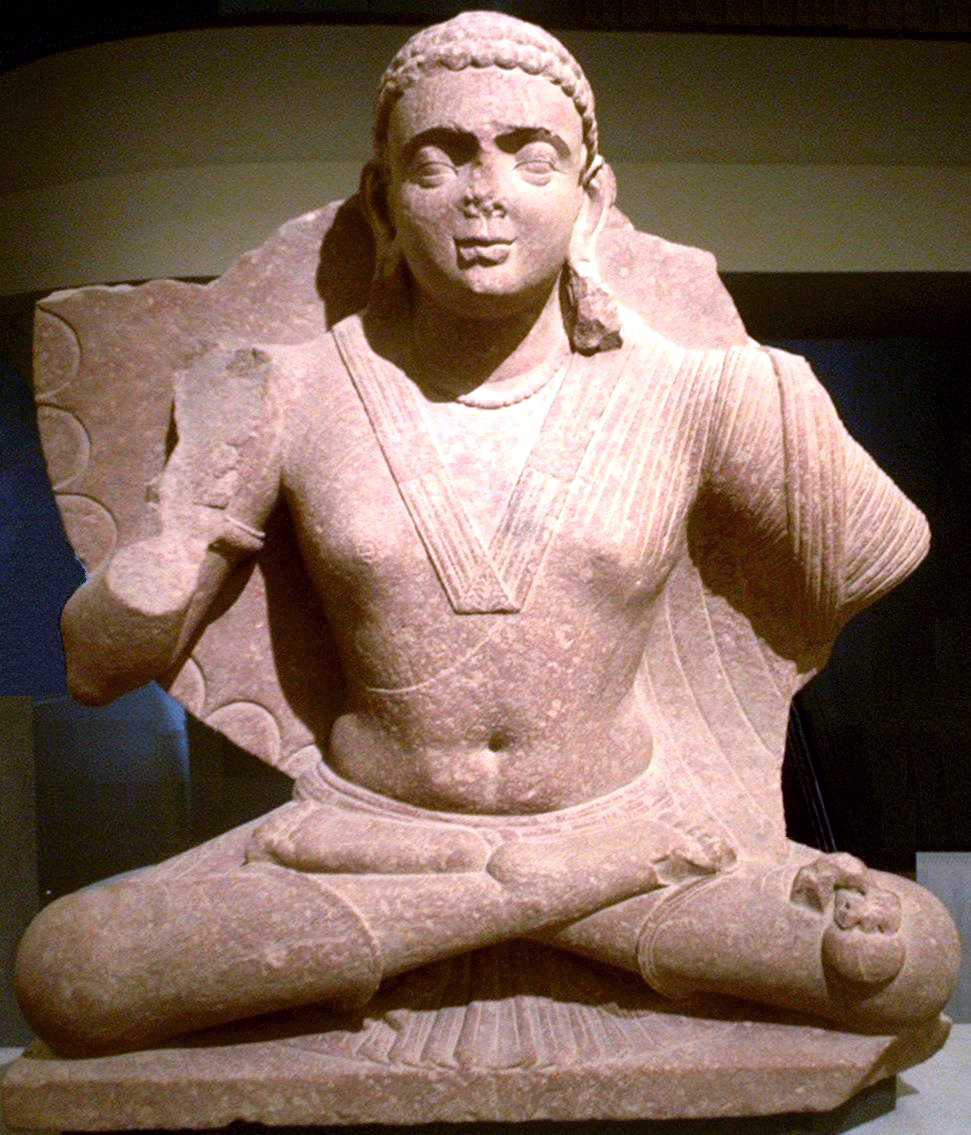
マトゥラーの弥勒菩薩坐像／2世紀。ギメ東洋美術館蔵。

#### マトゥラー
仏像が盛んに造られるようになったのは、紀元後1世紀頃からインドを支配したクシャーナ朝の時代であることはほぼ定説となっている。クシャーナ朝のカニシカ王は釈迦の教えに触れて仏教の保護者となった。王は自国の貨幣に釈迦像と仏陀の名を刻印した。また当時の都であったプルシャプラ（現パキスタン、ペシャーワル）の遺跡からはクシャーンの王（カニシカ王とされるが異説もある）の頭上に釈迦が鎮座する図柄の舎利容器なども発見されている。
マトゥラーの仏像は肩がいかり肩で力強く、量感に富む仏像が造られた。これはさらに洗練され、グプタ朝時代の完成された仏像に引き継がれていった。

世界の仏像
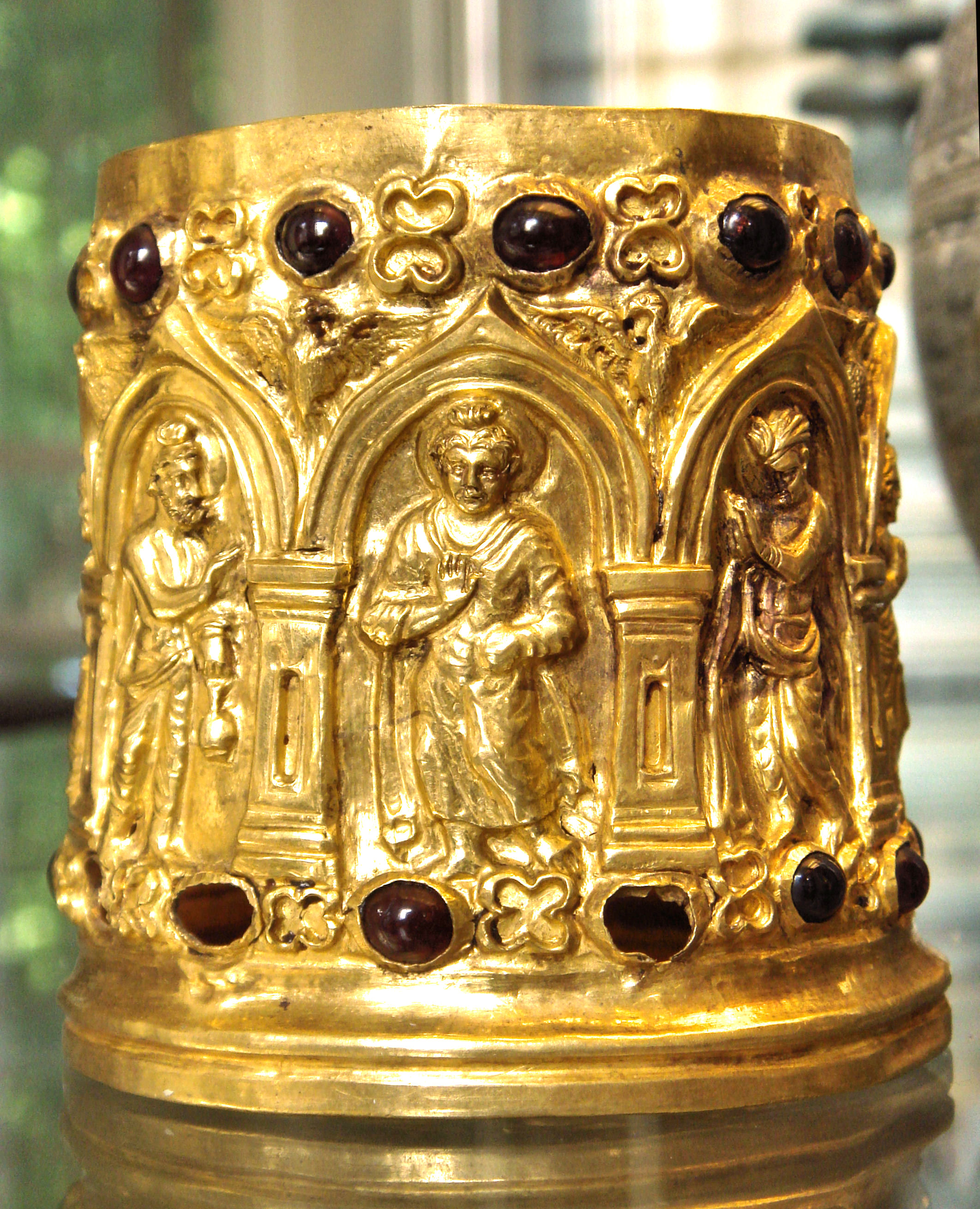
ビーマラーン舎利容器／金製。アフガニスタンのビーマラーン出土。大英博物館蔵。
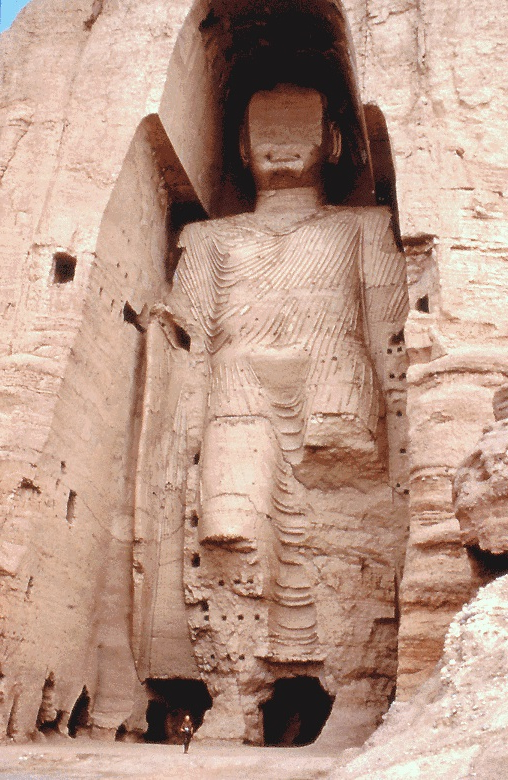
バーミヤーン大仏（破壊前）／5-6世紀、アフガニスタン。
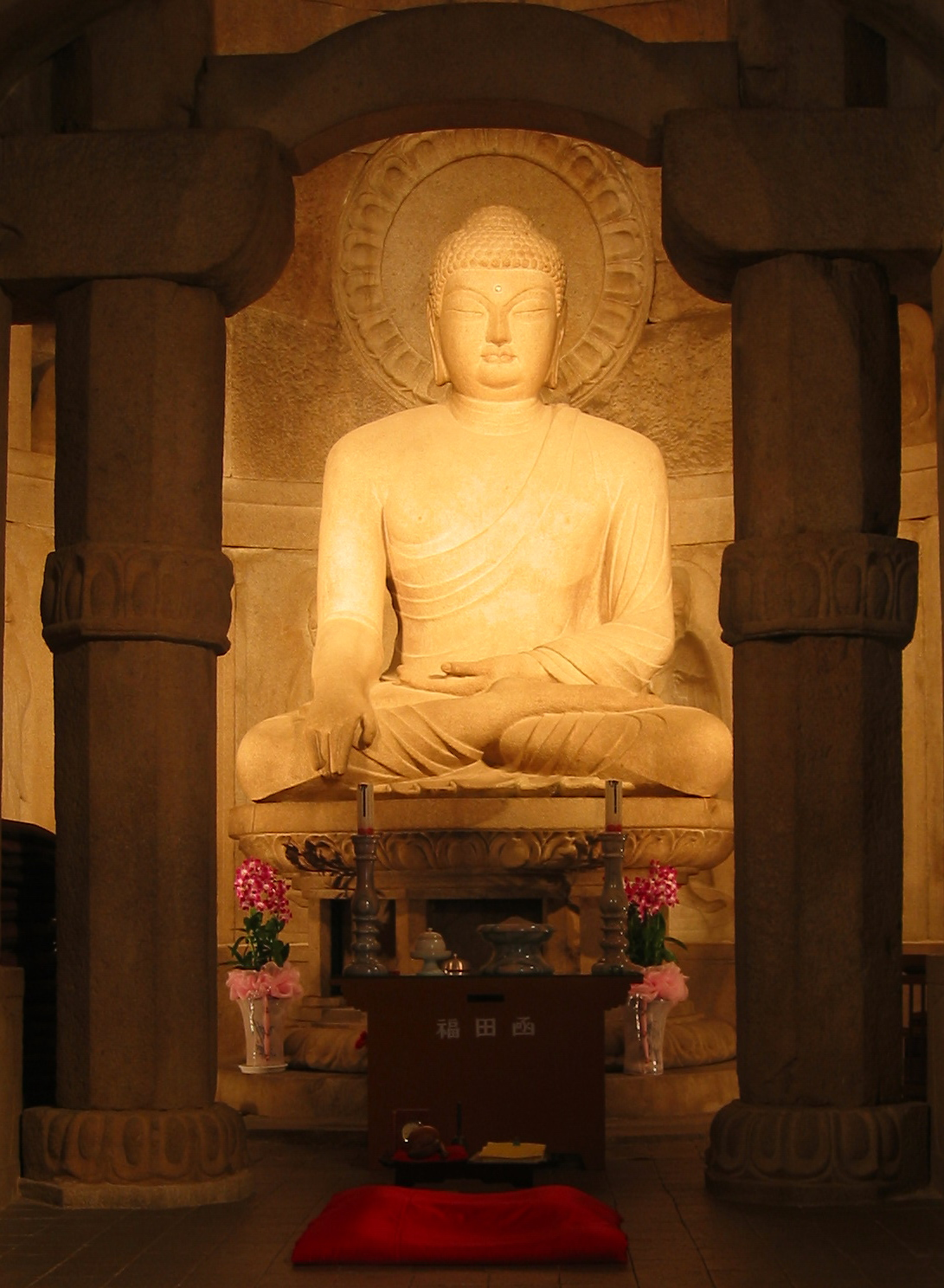
石窟庵如来坐像／新羅統一時代（8世紀）朝鮮。
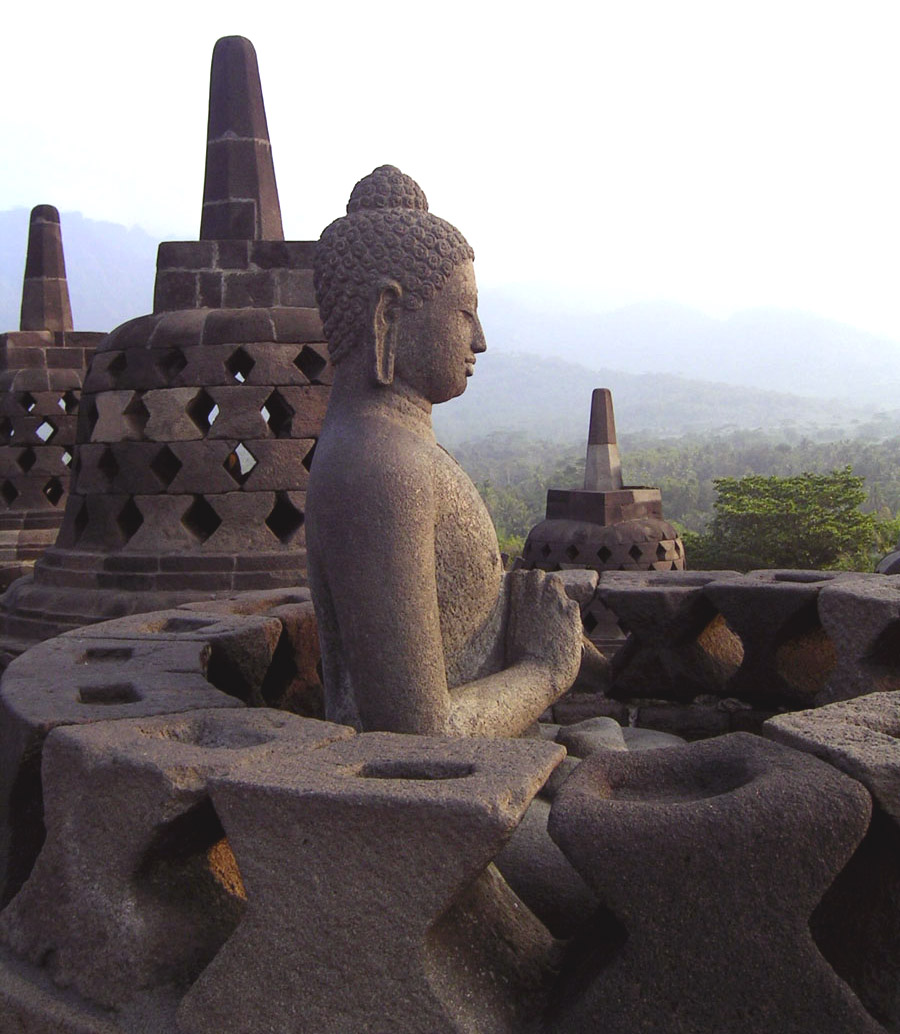
ボロブドゥール如来坐像／8-9世紀、インドネシア。
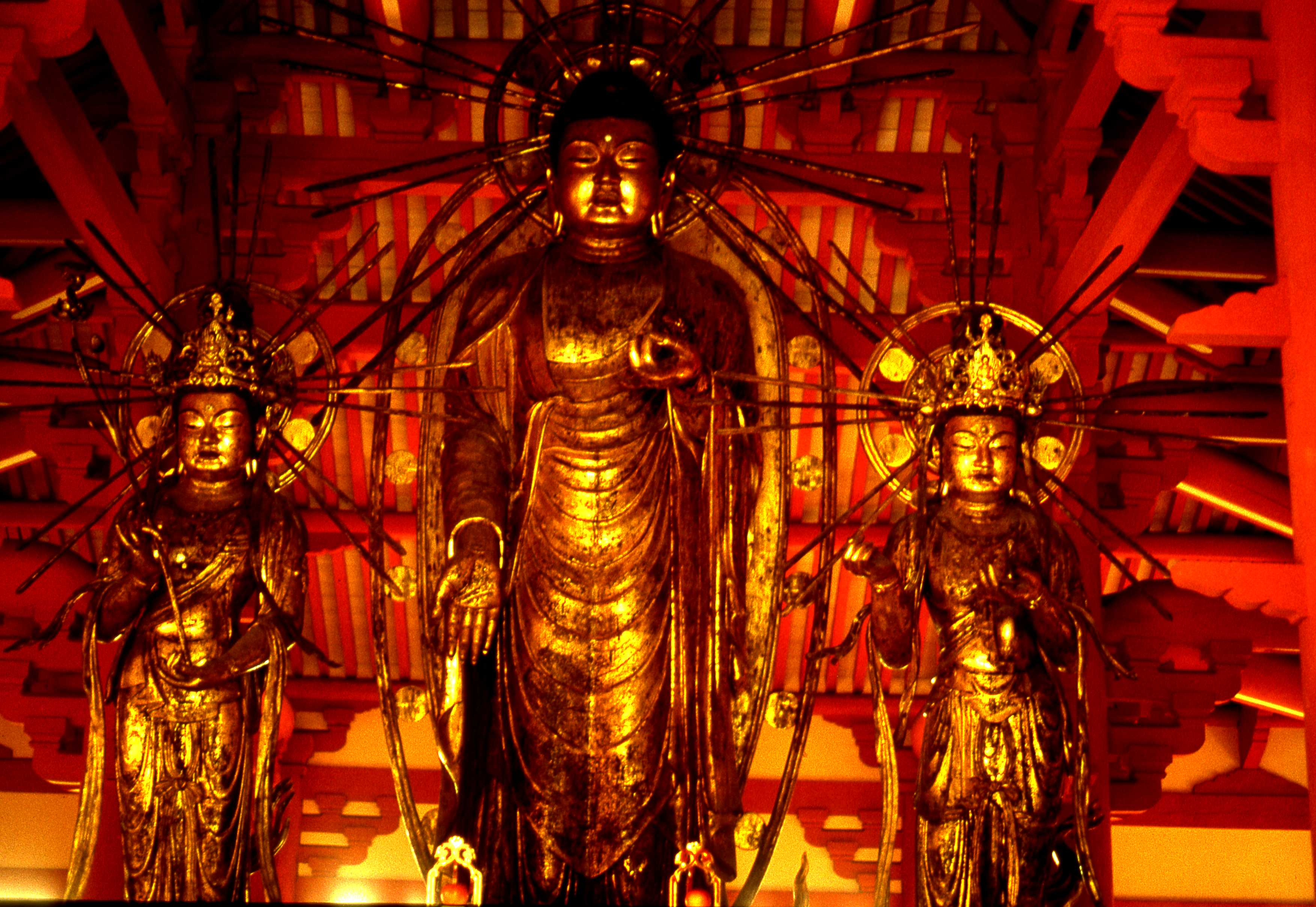
浄土寺 阿弥陀三尊像／鎌倉時代（13世紀）、日本の兵庫県小野市。

## 仏の種類

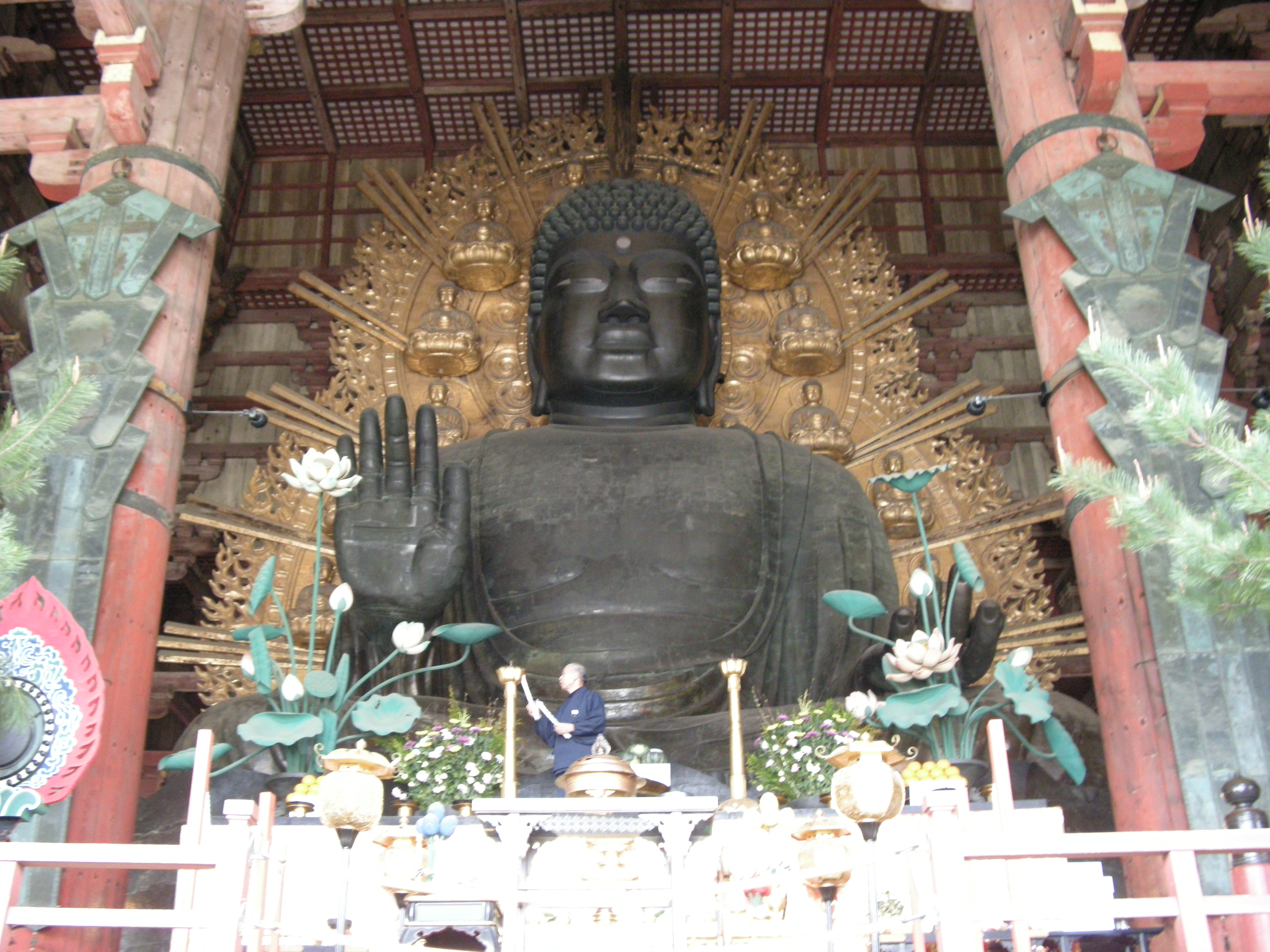
東大寺盧舎那仏像／オリジナルは奈良時代の作。

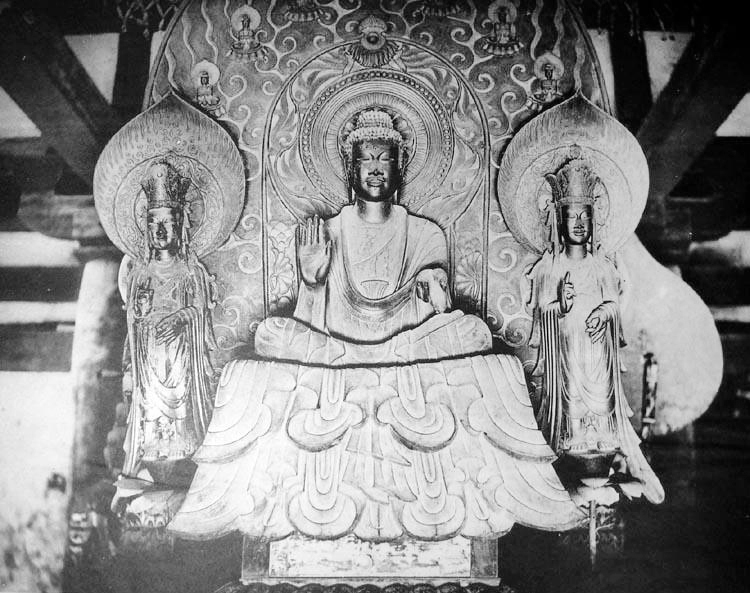
法隆寺金堂の釈迦三尊像／中央が釈迦如来、向かって右が薬王菩薩、左が薬上菩薩。国宝。

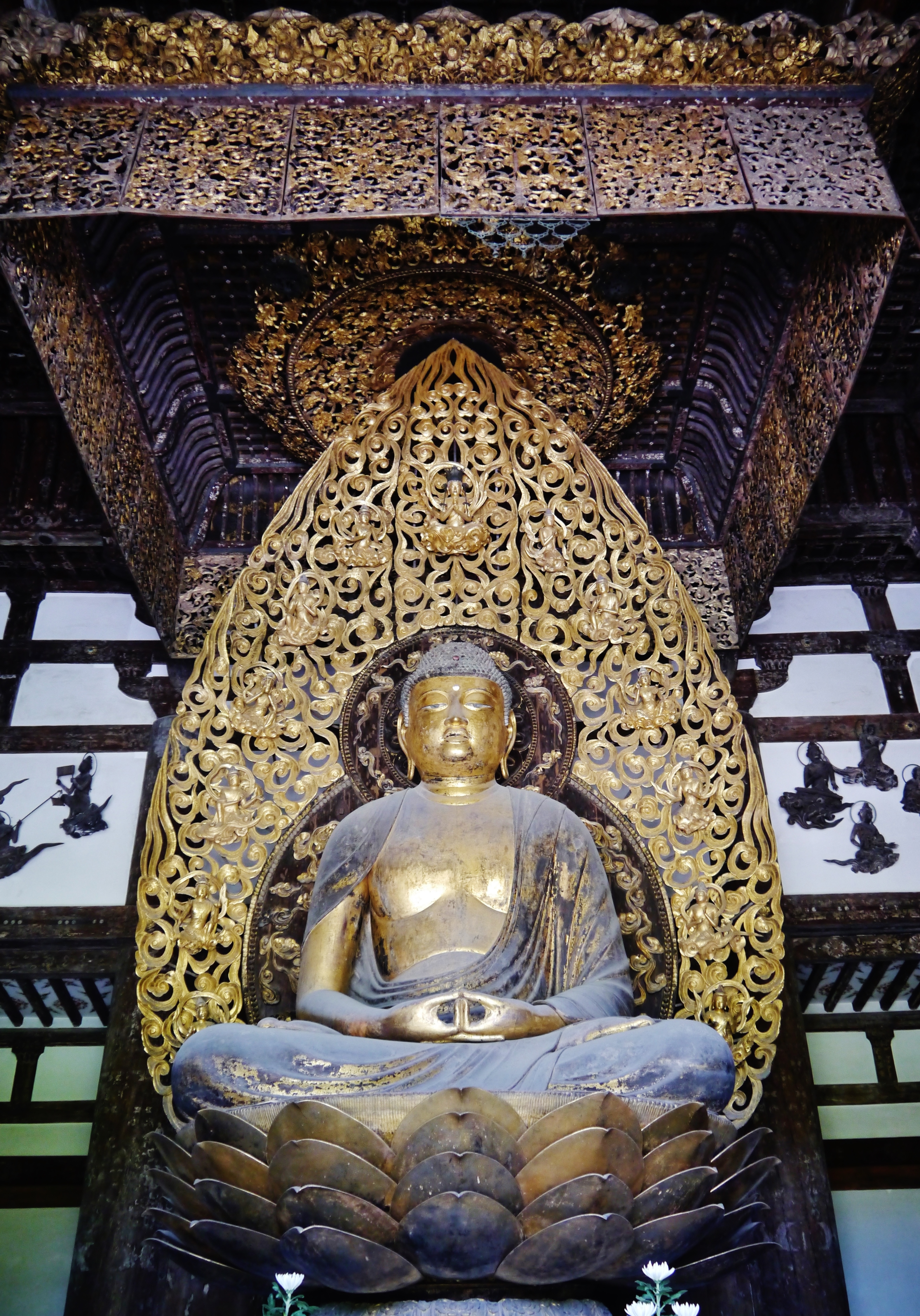
平等院鳳凰堂の阿弥陀如来像／平安時代、定朝の作。国宝。

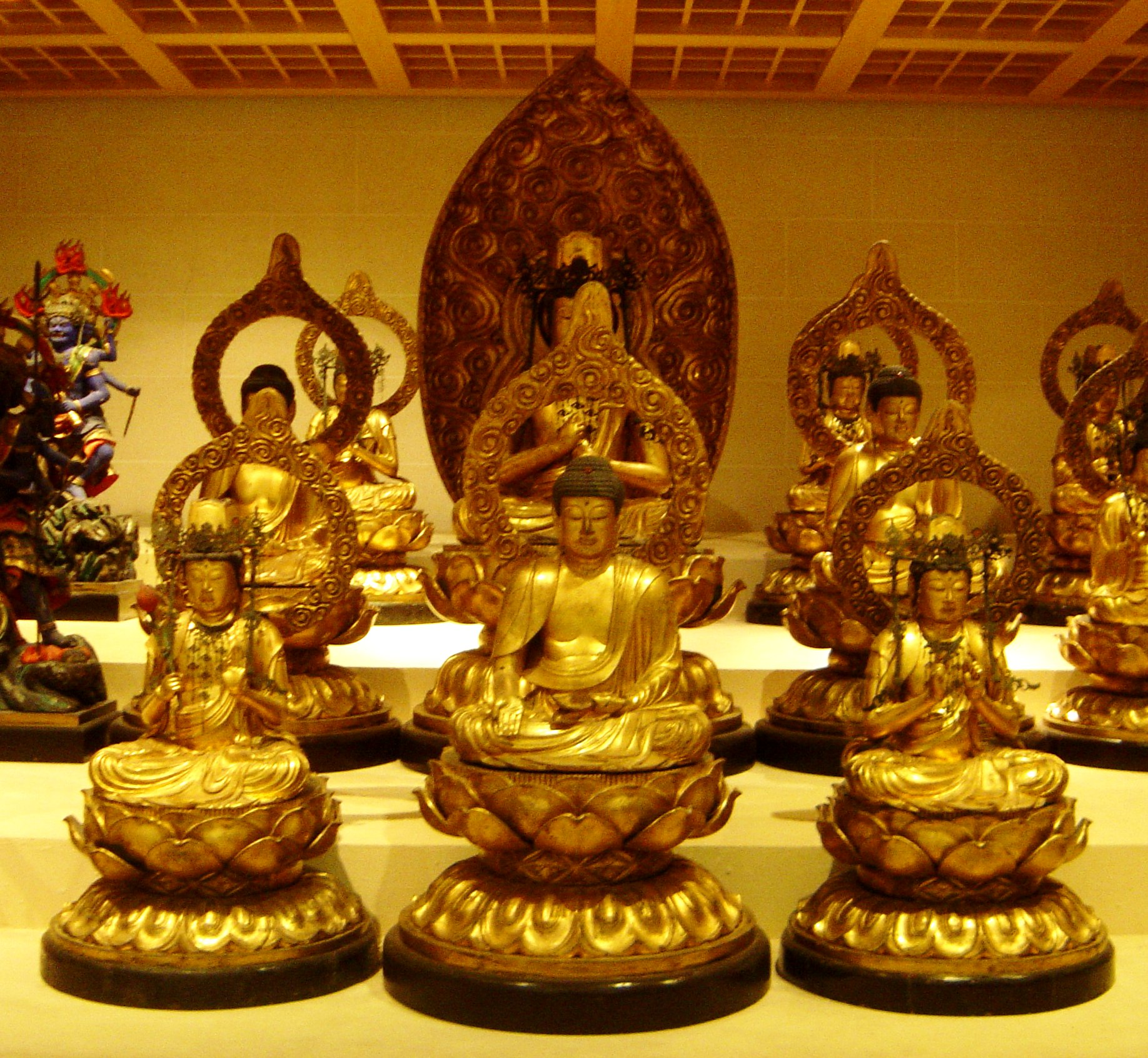
大日如来を中心に配置された五智如来像／ギメ東洋美術館蔵。

仏像は、如来、菩薩、明王、天部の四つのグループ（部）に分けられる。このほか、羅漢や祖師像を含めた尊像を広く仏像ということもある。

### 如来

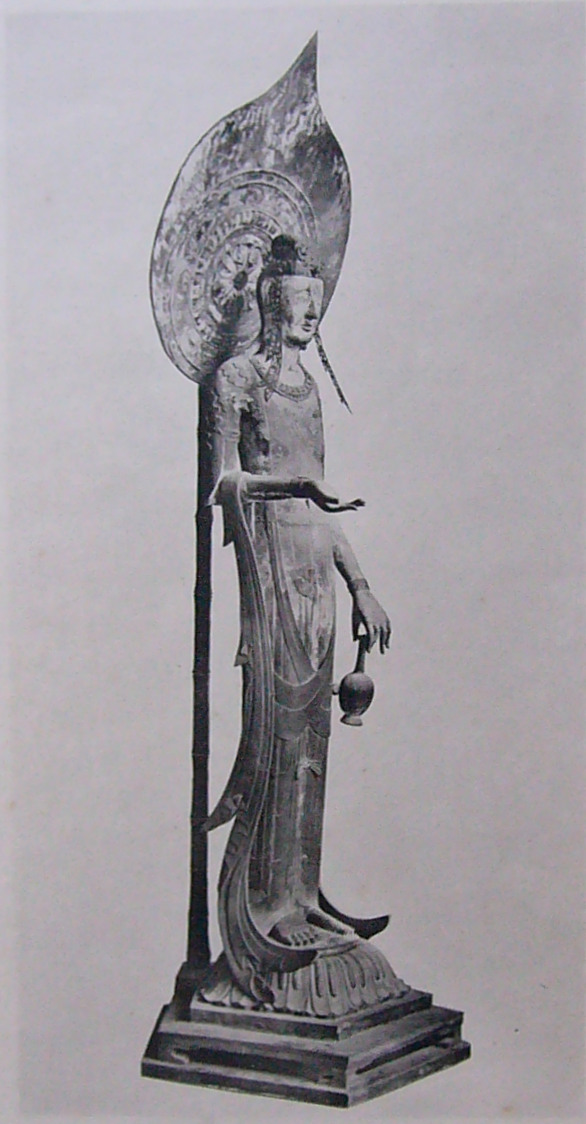
法隆寺の百済観音／飛鳥時代の作。国宝。

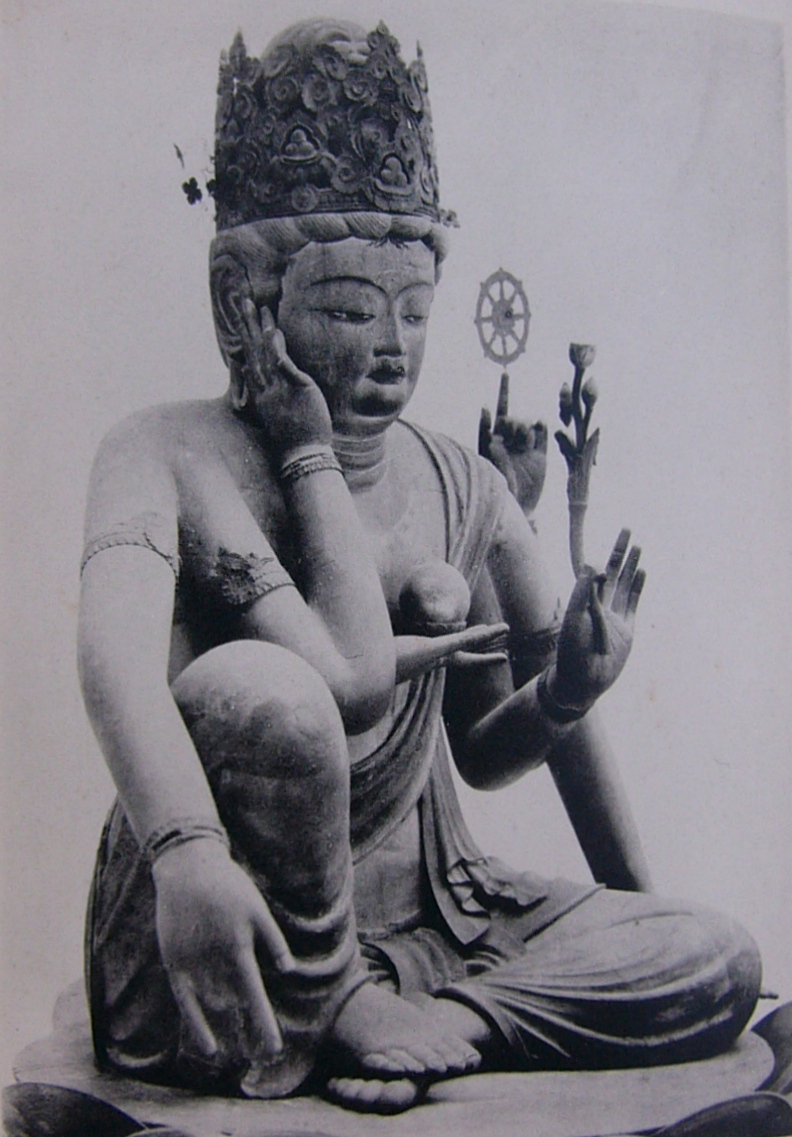
観心寺の如意輪観音像／平安時代前期の作。国宝。

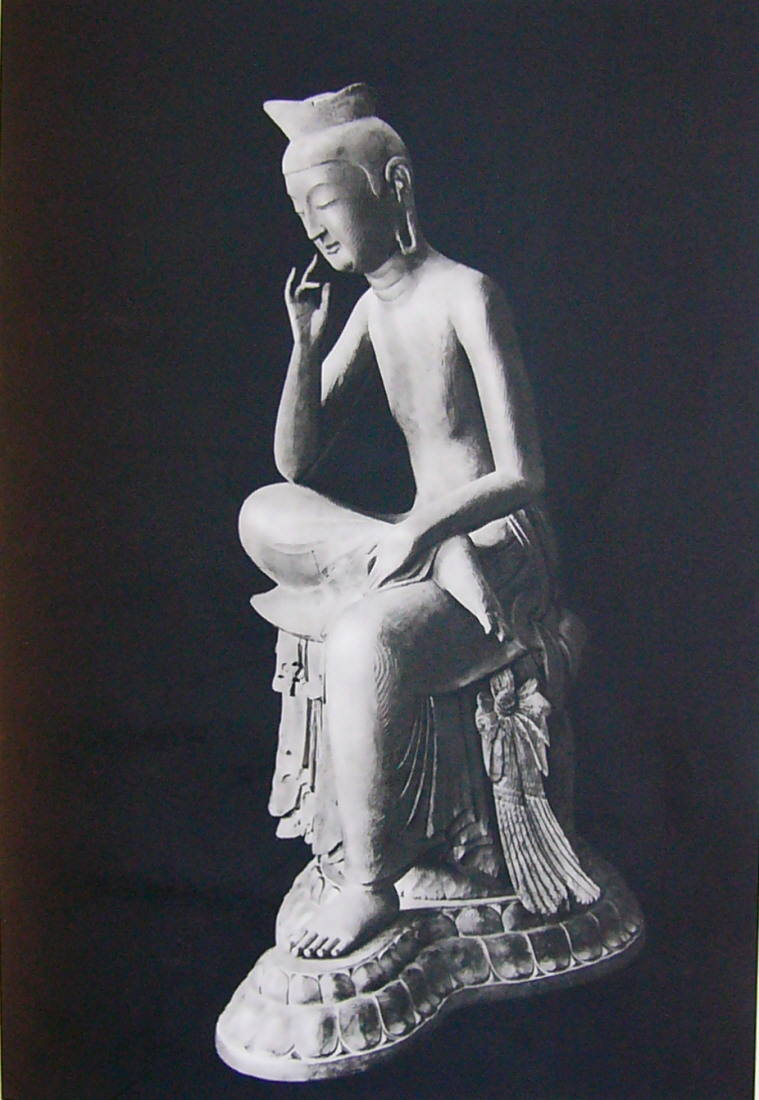
広隆寺弥勒菩薩半跏思惟像／宝冠弥勒。国宝。

如来（にょらい）とは仏の尊称（仏十号の一）である。「如去如来」あるいは「如来如去」の略、すなわち「真如の世界へ去り、また真如の世界より来られし者」という意味であり、修行を完成して、真理すなわち悟りを開いた人を表す。
如来は三十二相八十種好と呼ばれる身体の特徴を持っていると言われていることから、如来像もこれを表現している。頭部が盛り上がっている（肉髻）、頭髪が右巻に渦巻いている（螺髪（らほつ））、眉間から伸びた身長くらいの長さの白い毛が右巻に渦巻いている（白毫）、体が金色である、装飾品は身に付けない等の特徴である。もっとも、必ずしも三十二相八十種好の全てを造形的に表現している訳ではない。
通常、衣服は衲衣と裳をまとっているだけである。大日如来だけは例外で、菩薩のように着飾っている。また、如来は施無畏印、与願印、禅定印、説法印、触地印などの印相を結んでいる。持物（じもつ・じぶつ）は持たないが、薬師如来だけは薬壷（やっこ）を持っている。
日本における如来像の頭髪は、いずれも螺髪（らほつ）といって渦巻状の集合体で造形されている。ガンダーラ仏等初期のものにはなかったが、3世紀以後の仏像は、螺髪を有するようになった。大阪大学教授の肥塚隆によると、インドにおいて偉大な優れた人物は凡人とは異なった特異な姿でこの世に現れるという考えがあり、その1つが特殊な頭髪として現れたという。
釈迦如来
釈迦如来は、唯一現世で悟りを開いた実在の人物とされるガウタマ・シッダールタ（釈迦）を基に神格化と脚色を重ねられた結果として形成された仏（如来）を指す。左右に脇侍が付いた形式を釈迦三尊という。脇侍としては、文殊菩薩と普賢菩薩が多く、梵天と帝釈天、あるいは十大弟子である阿難と摩訶迦葉が付くこともある。
盧舎那仏
盧舎那仏は蓮華蔵世界に住むとされる仏であり、蓮華座の上に座っている。造形としては釈迦如来とほとんど異ならないが、蓮弁に線刻文様が描かれている点が独自の特徴である。東大寺盧舎那仏像（奈良の大仏）が有名である。
薬師如来
薬師如来は、菩薩時代に十二の大願を立てることにより如来となった。東方の瑠璃光浄土に住むとされ、病気平癒の信仰を受けている。
像は、手に薬壷（やっこ）を持っている。三尊形式の場合、脇侍として付くのは、必ず日光菩薩（向かって右）と月光菩薩（左）である。脇侍とは別に、薬師如来を助け、薬師如来を信じる者をも守護する十二神将が従うことがある。
阿弥陀如来
阿弥陀如来は、法蔵菩薩が四十八の大願を立てて如来となり、西方の極楽浄土で説法を行っている。平等院鳳凰堂は阿弥陀如来1体のみであるが、脇侍に観音菩薩・勢至菩薩を従えた阿弥陀三尊の形で祀られることが多い。
大日如来
大日如来は、密教において宇宙そのものと考えられている如来である。顕教の如来と異なり、頭髪を結い上げ、宝冠を頂き、瓔珞（ようらく）、首飾り、腕釧、臂釧などの装飾品を着けている。
大日如来を中心に、東方の阿閦如来、南方の宝生如来、西方の阿弥陀如来（無量寿如来）、北方の不空成就如来を合わせて五智如来という。

### 菩薩
菩薩（ぼさつ）とは、成仏を求め（如来になろうとして）修行を積む人の意味である。
一般的な姿は上半身に条帛（じょうはく）を纏って、下半身に裳を着け、天衣（てんね）を両肩から垂れ下げている。髻を結い上げて宝冠を頂き、また瓔珞（ようらく）、耳璫（じとう）、腕釧（わんせん）、臂釧（ひせん）、足釧（そくせん）などの装飾品をしている。地蔵菩薩だけは頭を丸めて宝冠もつけず、僧の姿で表される。
如来のような印は結ばず、それぞれ持物（じもつ・じぶつ）を持っている。弥勒菩薩を除き、多くが立像として表される。
観音菩薩
観音菩薩は、宝冠に化仏（けぶつ）を付けているのが特徴である。手に水瓶（すいびょう）又は蓮華を持っていることが多い。
そのうち、通常の一面二臂（「臂」（ひ）は手の意）の観音像を聖観音という。
これに対し、密教の影響の下に作られたのが、多面多臂の（顔や手の数が多い）変化観音である。十一面観音は、頭上に東西南北を向いた10の面を有し、本面と合わせて11面となる。全ての方角を見て、あらゆる人を救済してくれることを意味する。千手観音は、千本の手を有し、それぞれの手に1眼があり、千の手と千の眼で人々を救済してくれることを意味する。像としては、四十二手で千手を表すことが多く、それぞれの手に持物を有する。十一面を有することが多い。馬頭観音は、忿怒の表情をし、頭頂に馬の頭を有する。不空羂索観音は、手に羂索（けんじゃく、人の悩みをとらえて救済するための縄）を持ち、三眼である（額に、縦に第3の目を持つ）。如意輪観音は、「如意宝珠」と「法輪」を持つ。左脚を折り曲げ、右脚を片膝にして両足裏を付けた輪王座という独特の座り方をしており、右肘をついて頬に手を当てている。六臂のものが多い。准胝観音は、インドで仏母とされていたものが密教と共に日本に来て観音となったものであり、三目十八臂のものが多い。
聖観音と以上の6体の変化観音を併せて七観音という。
地蔵菩薩
地蔵菩薩は、釈迦如来が入滅した後の六道世界において、弥勒菩薩が如来となって現れるまでの間、全ての世界に現れて人々を救う菩薩である。
普賢菩薩
普賢菩薩は、文殊菩薩とともに釈迦如来の脇侍となるが、独尊でも信仰される。仏の行を象徴する菩薩である。法華経を信じる者のところには6つの牙を持つ白象に乗った普賢菩薩が現れると信じられており、法華経が女性も往生できることを明言していることから、平安時代、貴族の女性の間で信仰を集めた。
独尊の場合は、白象の上に乗っていることが多い。
文殊菩薩
文殊菩薩は、釈迦の賢弟であり、実在の人物であるとされる。普賢菩薩とともに釈迦如来の脇侍となるが、独尊でも信仰される。仏の智恵を象徴し、学業祈願の信仰を受けた。
青い獅子の上に乗っていることが多く、右手に経巻（きょうかん）、左手に剣を持っていることが多い。
弥勒菩薩
弥勒菩薩は、既に修行を終えたものの、現在は兜率天にとどまっており、釈迦の入滅から56億7千万年後の未来に如来（弥勒如来）となって現れ、全ての人々を救済するとされている。
広隆寺の弥勒菩薩像のような弥勒菩薩半跏思惟像は、飛鳥時代・奈良時代に多く作られた（広隆寺の像は渡来仏説と日本国内製作説がある）。ただし半跏思惟像が弥勒菩薩とは限らない。平安時代になると、塔が弥勒菩薩の象徴とされるようになり、結跏趺坐し、定印を結ぶ手に小塔を置くなどの像が作られた。

### 明王

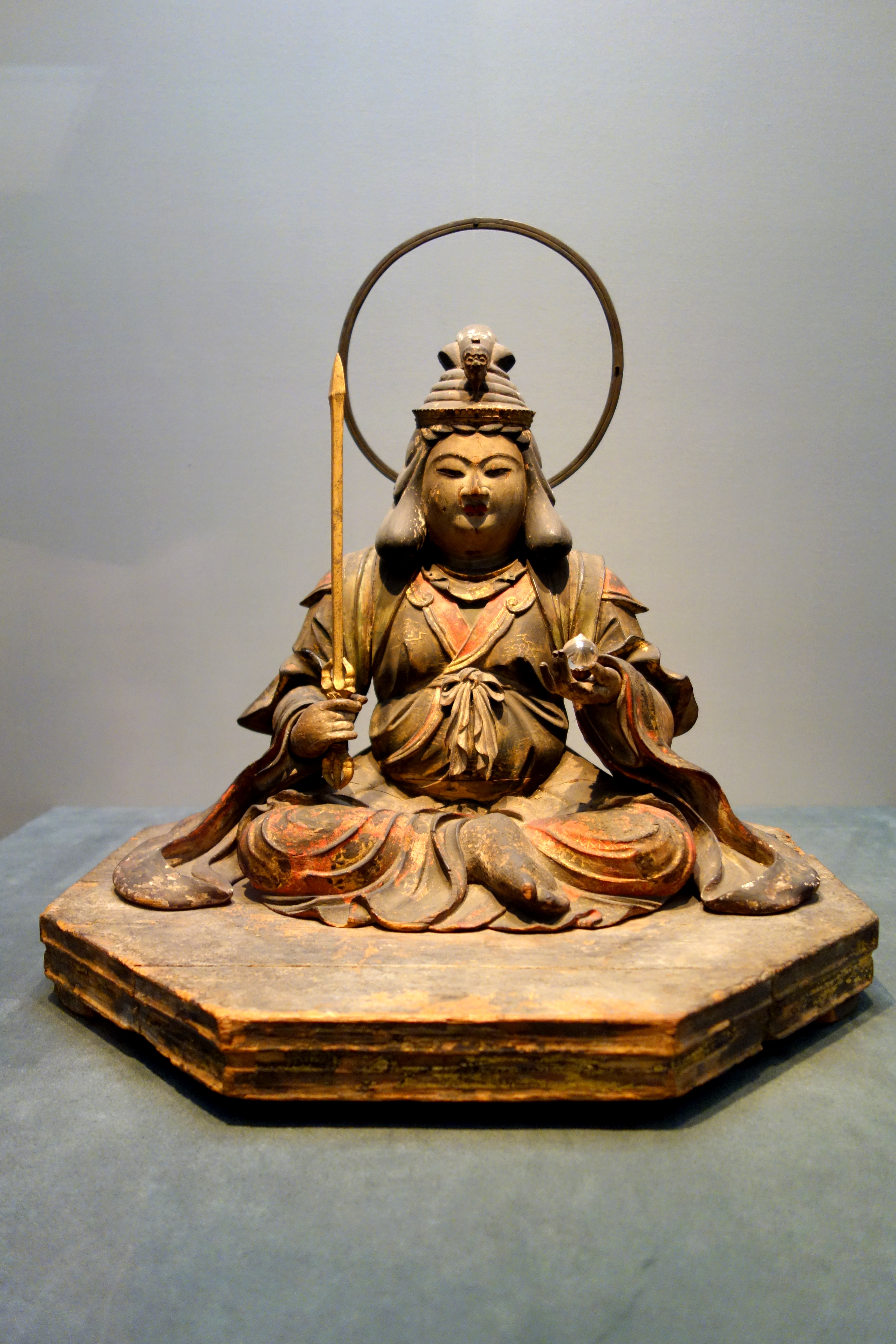
宇賀弁才天坐像

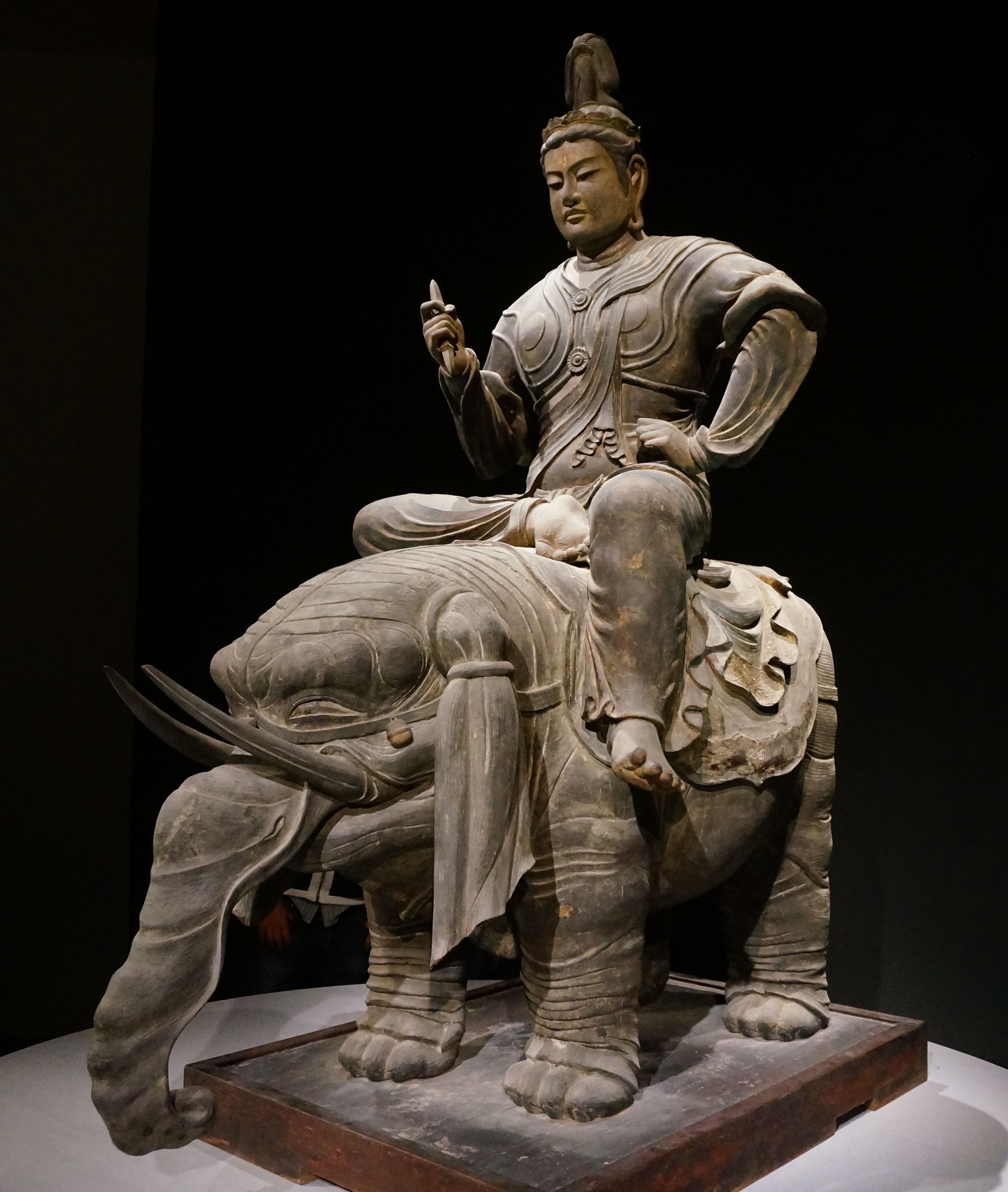
東寺講堂の帝釈天半跏像

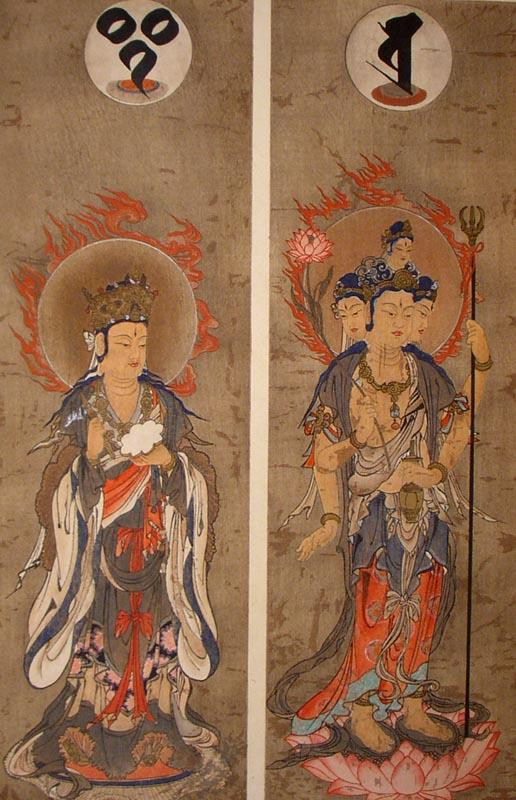
帝釈天立像（左）と梵天立像（右）

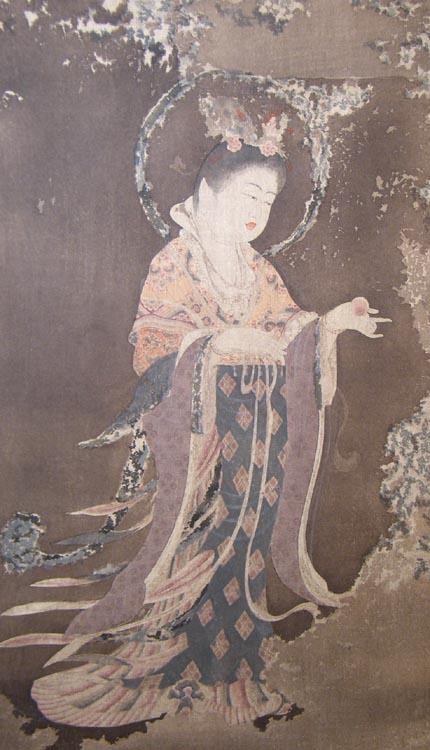
薬師寺 吉祥天図

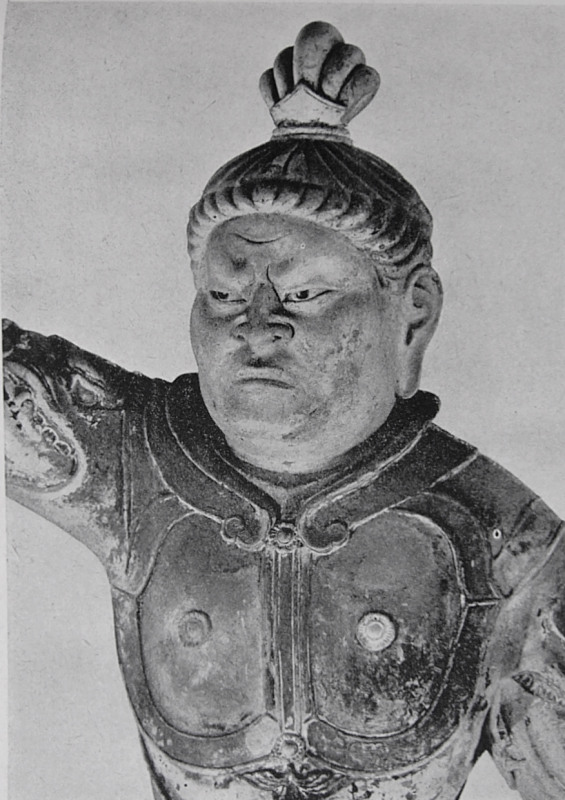
東大寺戒壇院の多聞天像／天平時代の作。国宝。

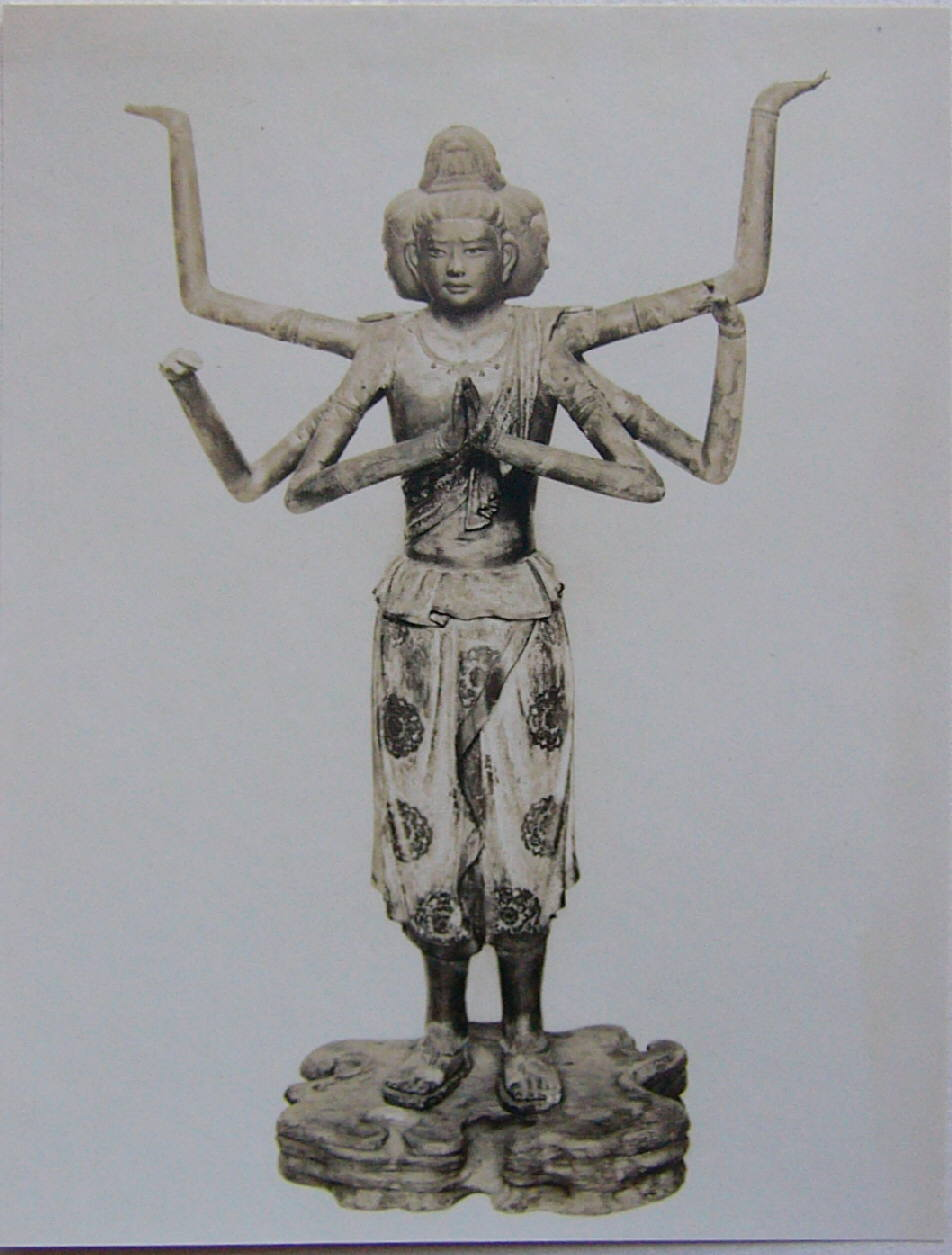
興福寺の阿修羅像／奈良時代の作。国宝。

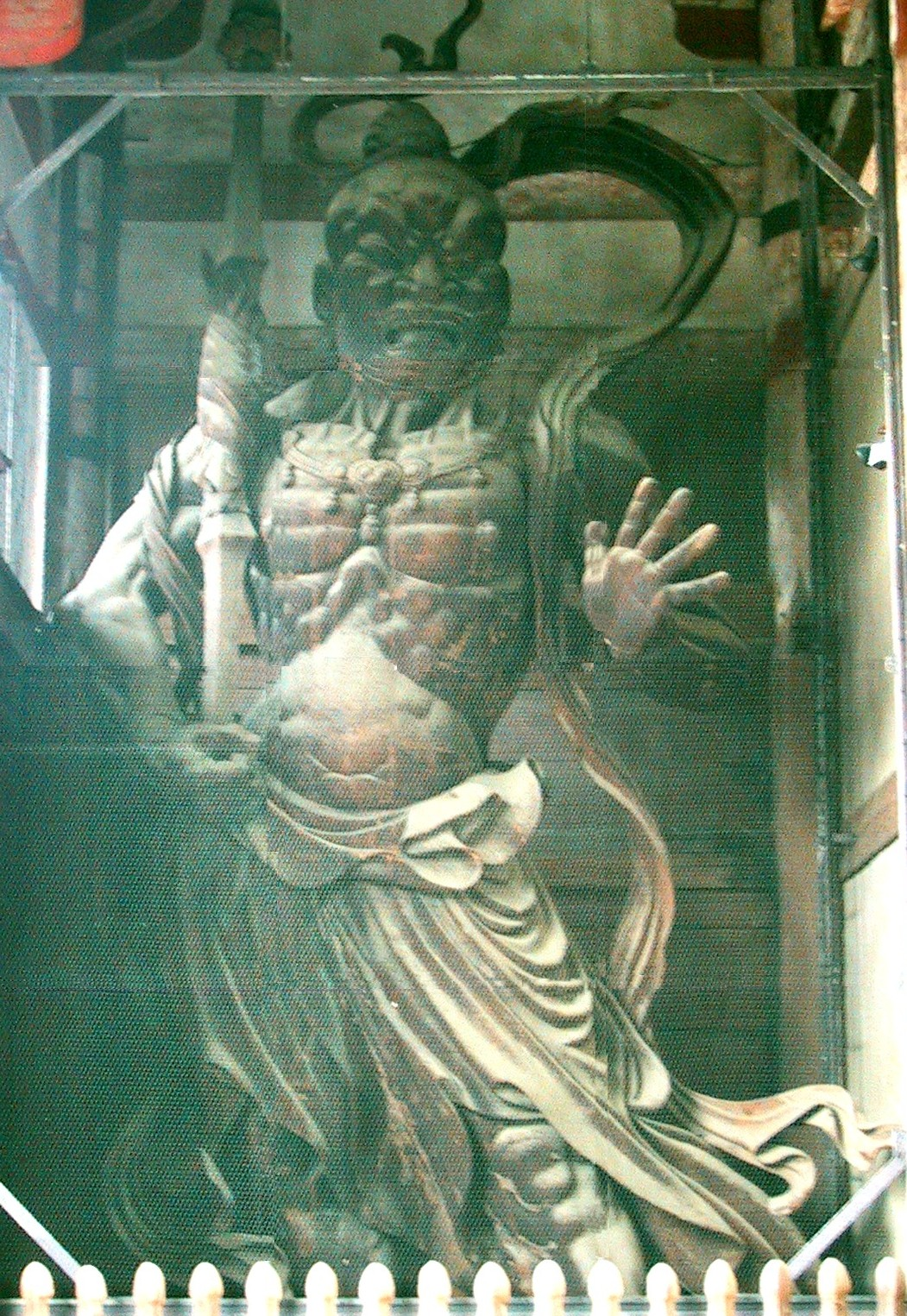
東大寺南大門の金剛力士像・阿形／鎌倉時代、運慶作。国宝。

明王は、密教信仰特有の仏像である。

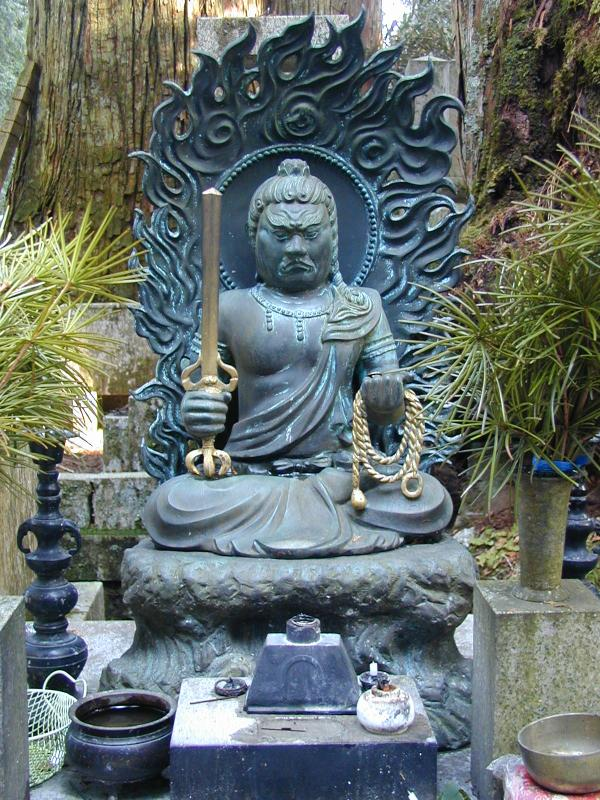
高野山奥の院 不動明王像

未だ教えに従わない救い難い衆生を力尽くでも帰依させるために、明王が大日如来の命を受けたとも、如来が自ら明王に変化したとも伝えられている。
恐ろしい外貌と激しい憤怒の相が特徴であるが、孔雀明王、六字明王は慈悲を表した菩薩の顔をしている。
不動明王
不動明王は、インドや中国ではほとんど信仰の対象となっていなかったが、日本では密教を持ち帰った空海が胎蔵界曼荼羅の象徴として重視したことから、民衆の間に信仰が広まった。左に索髪（さくはつ）を垂らし、右手に剣、左手に羂索を持つ。常に火の中にいることから、光背に迦楼羅炎がある。
向かって右に矜羯羅童子（こんがらどうじ）、左に制多迦童子（せいたかどうじ）を従えた三尊（不動三尊）の形式で祀られることが多い。
真言宗（東密）では、不動明王、降三世明王、軍荼利明王、大威徳明王、金剛夜叉明王の五つを五大明王という。東寺、大覚寺、醍醐寺、不退寺など多くの寺で、五大明王がそろって祀られている。

### 天部
天部とは、古代インドの神々（バラモン教、ヒンドゥー教、その他のインド神話の神々）が仏教に取り入れられた形である。元の神性がどのようなものであれ、護法善神という役割を担っている。姿形はそれぞれの神性に則っており、官服を纏った貴人（例：弁才天）、武具を装備した武将（例：帝釈天）、鬼にも似た精霊（例：乾闥婆）など、様々な者がいる。以下に挙げるのは代表的な天部であるが、それ以外にも様々なものが存在する。
弁才天
弁才天（旧字体：辯才天）は、バラモン教の女神サラスヴァティーが仏教に取り入れられた形であるが、その起源はアーリア人の揺籃地（イランとインドへ移動することでイラン・アーリア人とインド・アーリア人に分岐するより前の居住地）と目されるカスピ海の東に広がるアムダリヤ川とシルダリヤ川に挟まれた流域に求められ、この流域の一河川が神格化されたものと考えられている。元は河川神であるが、バラモン教の時代から既に知識と学芸の神でもあった。当時の聖典（ヴェーダ）における扱いは決して大きくないが、庶民には人気があったと見られ、その特徴は後世のヒンドゥー教におけるサラスヴァティーにも仏教の弁才天にも引き継がれている。日本では鎌倉時代の頃から日本古来の招財神と習合した弁財天（旧字体：辯財天）という神格が派生し、吉祥天に代わって人気を集めた。宇賀神と習合した宇賀弁才天もその一種である。八臂の姿や琵琶を抱えた二臂の姿で描写される。
十二天
十二天とは、仏教の護法善神である十二の天部の総称。
帝釈天
帝釈天は十二天の一柱。古代インドにおける最古級の神の一柱で、バラモン教において最も人気のあった雷霆神にして武神・英雄神であったインドラが、仏教に取り入れられた形である。帝釈天と梵天は修行中の釈迦を助け、悟りを開いた釈迦から逸早く教えを授かった二柱であり、仏教の二大護法善神となっている。
梵天
梵天は十二天の一柱。究極的にはアーリア人の哲学的概念に起源がある。その概念は古代インドのウパニシャッド哲学によって体系化され、ヒンドゥー教において神格化されて創造神ブラフマーとなった。仏教においては帝釈天と一対で語られることも多く、そのことを考えれば、ヒンドゥー教の最高神になる以前に取り入れられている。帝釈天と梵天は修行中の釈迦を助け、悟りを開いた釈迦から逸早く教えを授かった二柱であり、仏教の二大護法善神となっている。
水天
水天は十二天の一柱。バラモン教における天空神・司法神・水神であったヴァルナを起源としているが、仏教には水神の神性のみが取り入れられた。これは、バラモン教の大神であるながら最初期の聖典である『リグ・ヴェーダ』の時点で早くも哲学的地位をブラフマーに奪われ始めていることと無関係ではない。
焔摩天
焔摩天は十二天の一柱。閻摩天・閻魔天とも表記される。インド神話のヤマ（夜摩）が仏教に取り入れられて天部となったもので、ヤマラージャが仏教に取り入れられた形である閻魔（閻魔王、閻魔大王）と同根である。
毘沙門天
毘沙門天は十二天の一柱。ヴェーダ時代から存在する古い神格であるヴァイシュラヴァナに起源がある。インドにおいて武神の神性は無い。四天王における多聞天と同じ神である。
日天
日天は十二天の一柱。バラモン教における太陽神スーリヤが主たる起源であるが、アーディティヤ神群の神性も取り入れられている。
月天
月天は十二天の一柱。バラモン教における興奮作用を有する植物の液汁の神格であるソーマを起源とするが、ヒンドゥー教においてこれが月神の特徴を強めたことが、仏教に取り入れられた際の月天に強く影響している。九曜のチャンドラも取り入れられている。
火天
火天は十二天の一柱。バラモン教における火神アグニが起源。
風天
風天は十二天の一柱。バラモン教における風神ヴァーユが起源である。また、ヴァーユとほとんど違いの無いヴァータ（※ヴァータのほうがやや人間的特徴が強い）も起源に含まれるとされてはいる。
吉祥天
吉祥天は、バラモン教における自然精霊アプサラスの一柱であるラクシュミーが、美と繁栄の女神として仏教に取り入れられたものである。一切の貧苦や災いを取り除いて、豊穣と財宝をもたらすとされ、日本では特に古代に信仰された。中国の貴婦人の服装をし、左手に如意宝珠を持ち、右手を与願印とする立像が多い。
四天王
四天王は、須弥山の四方で仏法を守る守護神である。古代インドでは各方角を守る神とされていたのが仏教に取り込まれたものである。もとは貴人であったが、中国で武将の姿になって日本に伝わった。肩や胸に甲冑を着け、邪鬼を踏みつける。持国天は東の守護神で、領土を守り、人々を安心させる。刀剣又は鉾を持つことが多い。増長天は南の守護神で、五穀豊穣を司る。右手に刀剣又は三鈷杵を振り上げるものが多い。広目天は西の守護神で、浄天眼（千里眼）という特別な眼で世の中を観察し、衆生を導き守る。右手に筆、左手に巻子（かんす）を持つものが多い。多聞天は北の守護神で、財宝富貴を司る。片方の手に宝塔を持つことが多い。多聞天だけは独尊として祀られることもあり、その場合は毘沙門天と呼ばれる。
東大寺戒壇院の四天王像は、天平時代の秀作として知られている。
八部衆
八部衆は「天龍八部衆」の略称である。釈尊の従者のうちの、人ならざる姿形をしている8つの種族の総称である。種族であって一柱ずつの神を指してはいない。天、龍、夜叉（やしゃ）、乾闥婆（けんだつば）、阿修羅、迦楼羅（かるら）、緊那羅（きんなら）、摩睺羅伽（まごらが）の8衆を指すのが通例。
このうちで最も有名な阿修羅は、アーリア人の世界観における荒ぶる神性アスラに起源がある。それがヒンドゥー教の成立期に英雄神インドラ（帝釈天の起源）の宿敵という神格に成長した。仏教には過去を悔いて帰依する者という形で取り入れられ、仏法の守護神として位置付けられることになった。六道のうちの修羅道を司る。興福寺の八部衆像のうちの阿修羅像は特に有名である。
夜叉と乾闥婆は、いずれもパンジャーブの自然精霊に起源がある。つまりはアーリア人がインドに侵入した時、最初に出会った自然ということになる。夜叉はヤクシャ（女性形はヤクシー、ヤクシニー）、乾闥婆はガンダルヴァ（女性形はアプサラス）に由来しており、多分に河川神の特徴を備えていた。
龍は龍王のこと。すなわちインド神話における蛇神の王ナーガラージャが仏教に取り入れられた形である。八大龍王もその一種。
金剛力士
金剛力士は、本来は金剛杵を執って釈迦の近くで仏法を守護する執金剛神という1つの神であったが、インドで2分身となった。2体に分かれていることから仁王（におう）とも呼ばれる。もとは武装した姿であったが、中国で裸形が一般的になった。口を開いた阿形と、口を閉ざした吽形の2体で造られる。仁王門に置かれることが多いが、三十三間堂や興福寺の像のように、堂内（須弥壇の一番外側）に配置するために作られたものもある。
十二神将
薬師如来とその信仰世界を守護する十二柱の天部を十二神将と総称する。如来を中心にした十二方に護法善神として配置された武神である。

## 荘厳具
- 光背
- 台座
鳥獣座
- 持物（じもつ・じぶつ・アトリビュート）

## 素材と技法

### 金銅仏
- 金銅仏
  - 蝋型
  - 土型
  - 木型

### 塑造
- 塑造 - 粘土を盛り上げて造形する技法。
  - 塼仏 - 粘土で造形したレリーフを焼成したもの。

### 乾漆造
- 脱活乾漆造 - 粘土製の原型の上に麻布を漆で貼り重ねて造形し、後に内部の粘土を取り出す技法。
興福寺八部衆像
- 木心乾漆造

### 木造
木彫（もくちょう）
木を素材として多用するのは、日本の仏像の特徴である。樹種別にみると、飛鳥時代にはもっぱらクスノキが用いられた。例外としてはアカマツ材を用いた京都・広隆寺の弥勒菩薩半跏像があるが、この像の制作地については日本・朝鮮半島の両説がある。奈良時代は、銅造、乾漆造、塑造の仏像が数多く制作され、乾漆を併用しない純粋の木彫像はむしろ少数である。奈良・唐招提寺講堂に安置されていた木彫仏像群はカヤ材が用いられ、鑑真周辺の工人の参加が想定されている。平安時代中期以降寄木造が主流となると、ヒノキをはじめカツラやケヤキなど、多様な素材が用いられた。用いられる木材は、御神木などの神聖な木が使われることもあり、古代からのアニミズムの影響が考えられる。
一木造（いちぼくづくり）
一つの木材から仏像の頭体の主要部を彫り出す技法。手先、足先、天衣の遊離部などを矧ぎ足す場合も、頭体の主要部分が一材から彫出されている場合は一木造という。一木造の仏像は飛鳥時代から存在するが、平安時代初期には等身大以上の仏像を一木から彫出する例が多く（神護寺薬師如来立像など）、この時代に特徴的な技法といえる。こうした木彫製作方法は世界各国で見られ、エジプトの木彫神像やヨーロッパ中世の教会におけるキリスト像や聖人像なども、同じように一材から像の主要部を彫出している。
法隆寺の九面観音像は唐からの招来像で、細かい装身具や天衣の遊離部を含む、像の全体を白檀の一材から彫出し、像表面には彩色や金箔を施さず木肌の美しさと香りを生かしている。このような様式・技法の像を「檀像」と称する。日本では希少な白檀の代わりにカヤ材を用いた代用檀像が制作された。一木造は塑造や乾漆造と違い、一度削ってしまったら修正は不可能であり、細部の破綻が全体に及ぶ可能性がある。こうした制作者と用材の緊張関係が、仏像に深い精神性と優れた造形力をもたらしている。　
内刳（うちぐり）
背刳（せぐり）ともいう。木材の乾燥・収縮によるひび割れ（「干割れ」と呼ばれる）を防ぐために、内部を刳り木心を取り除き、材が乾燥したとき収縮し易くする技法。一木造では多くの場合、後頭部や背面から剥ぐので背刳りという。坐像の場合は、像底の平らな面からも刳りを入れる。干割れを防ぐだけでなく、像の重量を軽くし、製作中に用材の乾燥を早めるのにも役立つ。
割矧造（わりはぎづくり）
一木から彫刻する像を、工程途中で頭体部を木材の縦目に沿って左右または前後に一旦割り離し、この割れ面をそれぞれ丸木舟を刳るように十分内刳りした後、再び元の割れ目で矧ぎ合わせる技法。一木造と寄木造の中間的な技法と言える。9世紀後半の造像と考えられる、福島県勝常寺の薬師如来像が古い作例である。割矧ぎ法として、像の内刳りをした後、頸周りに縦に内刳りに向けてノミを入れ、頭部と体部を一旦割り離し、細部の仕上げが済んでから再び矧ぎ合わせる「割首」と呼ばれる技法もある。　
寄木造（よせぎづくり）
頭体の主要部を二つ以上の材から組み立てる技法。一木造は内刳りを施してもやはり干割れが起こしやすく、像の主要部を一材から木取りするのにどうしても巨木が必要になるが、一つの像を幾つかのブロックに分け、その一つ一つを別材から木取りし、積み木を並べるように組むことで、特に太く大きい木材を使わなくても巨像を造り易くなる。また、干割れの原因となる木心部を取り除いて木取りするのも簡単であり、更に内刳りも各材の広い矧ぎ面から十分に刳ることができ、分業が容易、など長所が多い。寄木造は10世紀後半頃から始まったと見られ、六波羅蜜寺の薬師如来坐像が今知られる最初の例である。11世紀に入るとより合理化・洗練され、特に定朝以降、丈六仏のような巨像の制作に盛んに用いられた。代表的な物に東大寺南大門金剛力士像などがある。

### 装飾技法
- 截金 - 飛鳥時代から伝わる金箔を使った装飾技法。
- 玉眼 - 彫像の目をより本物らしくみせるため水晶をはめ込む技法。詳しくは玉眼を参照。

## 体勢による種類
仏像はその体勢によって、立像、座像、倚像、半跏像、涅槃像などの種類に分けられる。

## 大きさ
仏像の立高、肩幅など各部の寸法を総称して「法量」と呼ぶ。釈迦の背丈とされる大きさで作られた仏像は丈六仏と呼ばれる。
丈六仏以上の大きさは大仏と呼ばれ、その中でも特に巨大なものは巨大仏と呼ばれる。

### 単行本
- 『仏像がわかる本 基本の種類と見わけ方』岩崎和子（監修）・飯島満（イラスト）、淡交社、2001年。ISBN 4-473-01848-2。
- 水野敬三郎監修 『日本仏像史 カラー版』（美術出版社、2001年）、ISBN 978-4-568-40061-8
- 河原由雄監修 『仏像の見方見分け方 正しい仏像鑑賞入門』（主婦と生活社、2002年）、ISBN 978-4-391-12668-6
- 真鍋俊照編 『日本仏像事典』（吉川弘文館、2004年）、ISBN 978-4-642-07938-9
- 宮治昭 『仏像学入門 ほとけたちのルーツを探る』（春秋社、2004年）、ISBN 978-4-393-11903-7
- 『仏像の本』（ブックス・エソテリカ：学習研究社、2007年）、ISBN 978-4-056-05009-7
- 沢村忠保 『仏像の見方 正しく理解する仏像のカタチ』（誠文堂新光社、2009年）、ISBN 978-4-416-80976-1
- 高崎直道, 木村清孝 編『東アジア仏教とは何か』春秋社〈シリーズ・東アジア仏教〉、1995年。ISBN 978-4-393-10131-5。

### 新書
- 江里康慧 『仏像に聞く 鑑賞を深めるための基礎知識』（ベスト新書、2003年）、ISBN 978-4-584-12057-6
- 松濤弘道 『仏像の見方がわかる小事典』（PHP新書、2003年）、ISBN 978-4-569-63161-5
- 宮元健次 『仏像は語る 何のために作られたのか』（光文社新書、2005年）、ISBN 978-4-334-03324-8
- 瓜生中 『仏像はここを見る 鑑賞なるほど基礎知識』（祥伝社新書、2005年）、ISBN 978-4-396-11024-6
- 紺野敏文 『奈良の仏像』（アスキー新書、2009年）、ISBN 978-4-048-67747-9
- 長岡龍作 『日本の仏像 飛鳥・白鳳・天平の祈りと美』（中公新書、2009年）、ISBN 978-4-121-01988-2

### 文庫
- 瓜生中 『仏像がよくわかる本 種類、見分け方完全ガイド』（PHP文庫、1998年）、ISBN 978-4-569-57167-6
- 瓜生中 『知っておきたい仏像の見方』（角川ソフィア文庫、2007年）、ISBN 978-4044064037